# Aplanodema
Aplanodema is een kevergeslacht uit de familie van de boktorren (Cerambycidae). De wetenschappelijke naam van het geslacht werd voor het eerst geldig gepubliceerd in 2000 door Teocchi.

## Soorten
Aplanodema is monotypisch en omvat slechts de volgende soort:
- Aplanodema lomii (Breuning, 1938)